# Consejos vecinales de Guyana
Los Consejos vecinales de Guyana o Consejos vecinales democráticos de Guyana, son la división administrativa de segundo grado en Guyana.
El país es una república unitaria que se divide en diez regiones administrativas, cada una de las cuales se subdivide en un número variable de consejos vecinales, totalizando 65 en el año 2010.
Dentro de las regiones administrativas existen paralelamente 7 municipios en las ciudades de mayor población, considerados como otro tipo de división administrativa de segundo grado, y treinta y nueve áreas no administradas que constituyen territorios aislados o de muy baja densidad de población.
Los consejos vecinales se identifican mediante:
- El número de su región administrativa (del 1 al 10)
- Dos cifras correlativas utilizadas indistintamente para consejos vecinales, municipios y áreas no administradas.
- Por su nombre común, que en general refleja el de la o las localidades que lo conforman.

## Región administrativa 1
Capital: Mabaruma
Comprende 2 consejos vecinales democráticos y tres áreas no administradas.
| N.D.C. | Localidades                              | Observaciones              |
| ------ | ---------------------------------------- | -------------------------- |
| 1      | Mabaruma - Kumaka - Hosororo             | NDC 101                    |
| 2      | Matthew's Ridge - Arakaka - Port Kaituma | NDC 102                    |
|        | Barima - Amakura                         | Área no administrada (103) |
|        | Waini                                    | Área no administrada (104) |
|        | Resto de la región                       | Área no administrada (105) |

## Región administrativa 2
Capital: Anna Regina
Comprende cinco consejos vecinales democráticos, un municipio y un área no administrada.
| N.D.C. | Localidades                                  | Observaciones              |
| ------ | -------------------------------------------- | -------------------------- |
| 1      | Good Hope - Pomona - Hosororo                | NDC 201                    |
| 2      | Riverstown - Annandale                       | NDC 202                    |
| 3      | Zorg - En- Vlygt - Aberdeen                  | NDC 203                    |
| 4      | Paradise - Evergreen                         | NDC 204                    |
| 5      | Charity - Urasara                            | NDC 105                    |
|        | Anna Regina                                  | Municipio (206)            |
|        | Supernaam River - Bethany - Mashabo villages | Área no administrada (207) |

## Región administrativa 3
Capital: Vreed en Hoop
Comprende catorce consejos vecinales democráticos y tres áreas no administradas.
| N.D.C. | Localidades                                     | Observaciones              |
| ------ | ----------------------------------------------- | -------------------------- |
| 1      | Patentia - Toevlugt                             | NDC 301                    |
| 2      | Canals Polder                                   | NDC 302                    |
| 3      | Nismes - La Grange                              | NDC 303                    |
| 4      | Meer Zorgen - Malgre Tout                       | NDC 304                    |
| 5      | Klein Pouderoyen - Best                         | NDC 305                    |
| 6      | Nouvelle Flanders - La Jalousie                 | NDC 306                    |
| 7      | Blankenburg - Hague                             | NDC 307                    |
| 8      | Cornelia Ida - Stewartville                     | NDC 308                    |
| 9      | Uitvlugt - Tuschen                              | NDC 309                    |
| 10     | Vergenoegen - Greenwich Park                    | NDC 310                    |
| 11     | Good Hope - Hydronie                            | NDC 311                    |
| 12     | Parika - Mora                                   | NDC 312                    |
| 13     | Leguan (Islas Esequibo)                         | NDC 313                    |
| 14     | Wakenaam (Islas Esequibo)                       | NDC 314                    |
|        | Amsterdam (Río Demerara) - Vriesland            | Área no administrada (315) |
|        | Canal No. 2 -The Belle -Little Alliance         | Área no administrada (316) |
|        | Sparta - Bonasika - Resto de las islas Esequibo | Área no administrada (317) |

## Región administrativa 4
Capital: Paradise
Comprende quince consejos vecinales democráticos, dos municipios y dos áreas no administradas.
| N.D.C. | Localidades                                 | Observaciones              |
| ------ | ------------------------------------------- | -------------------------- |
| 1      | Cane Grove                                  | NDC 401                    |
| 2      | Vereeniging- Unity                          | NDC 402                    |
| 3      | Grove- Haslington                           | NDC 403                    |
| 4      | Enmore- Hope                                | NDC 404                    |
| 5      | Foulis- Buxton                              | NDC 405                    |
| 6      | La Reconnaissance- Mon Repos                | NDC 406                    |
| 7      | Triumph- Beterverwagting                    | NDC 407                    |
| 8      | La Bonne Intention- Better Hope             | NDC 408                    |
| 9      | Plaisance- Industry                         | NDC 409                    |
| 10     | Eccles- Ramsburg                            | NDC 410                    |
| 11     | Mocha- Arcadia                              | NDC 411                    |
| 12     | Herstelling- Little Diamond                 | NDC 412                    |
| 13     | Diamond- Golden Grove                       | NDC 413                    |
| 14     | Good Success- Caledonia                     | NDC 414                    |
| 15     | Te Huist Coverden- Soesdyke                 | NDC 415                    |
|        | Georgetown                                  | Municipio (416)            |
|        | Suburbios de Georgetown                     | Municipio (417)            |
|        | Soesdyke - Autopista Linden - Timehri       | Área no administrada (418) |
|        | St. Cuthberts - Orange Nassau (Río Mahaica) | Área no administrada (419) |

## Región administrativa 5
Capital: Fort Wellington
Comprende diez consejos vecinales democráticos y tres áreas no administradas.
| N.D.C. | Localidades                       | Observaciones              |
| ------ | --------------------------------- | -------------------------- |
| 1      | Gelderland                        | NDC 501                    |
| 2      | Rosignol - Zeelust                | NDC 502                    |
| 3      | Bel Air - Woodlands               | NDC 503                    |
| 4      | Woodley Park - Bath               | NDC 504                    |
| 5      | Naarstigheid - Union              | NDC 505                    |
| 6      | Tempe - Seafield                  | NDC 506                    |
| 7      | Rising Sun - Profit               | NDC 507                    |
| 8      | Abary - Mahaicony                 | NDC 508                    |
| 9      | Chance - Hamlet                   | NDC 509                    |
| 10     | Farm - Woodlands                  | NDC 510                    |
|        | Ribera occidental del río Berbice | Área no administrada (511) |
|        | St. Francis Mission               | Área no administrada (512) |
|        | Resto de la región                | Área no administrada (513) |

## Región administrativa 6
Capital: Nueva Ámsterdam
Comprende dicieseis consejos vecinales democráticos, tres municipios y tres áreas no administradas.
| N.D.C. | Localidades                     | Observaciones              |
| ------ | ------------------------------- | -------------------------- |
| 1      | Jackson Creek-Crabwood creek    | NDC 601                    |
| 2      | Villa 74-Villa 52               | NDC 602                    |
| 3      | Villa 51-Good hope              | NDC 603                    |
| 4      | Joppa-Macedonia                 | NDC 604                    |
| 5      | Tarlogie-Maida                  | NDC 605                    |
| 6      | Bush Lot-Adventure              | NDC 606                    |
| 7      | Hogstye-Lancaster               | NDC 607                    |
| 8      | Whim -Bloomfield                | NDC 608                    |
| 9      | John -Port Mourant              | NDC 609                    |
| 10     | Hampshire - Kilcoy              | NDC 610                    |
| 11     | Fyrish-Gibraltar                | NDC 611                    |
| 12     | Borlam-Kintyre                  | NDC 612                    |
| 13     | Villa 38-Ordnance Fortlands     | NDC 613                    |
| 14     | Cane Field-Enterprise           | NDC 614                    |
| 15     | Black Bush Polder               | NDC 615                    |
| 16     | Enfield- New Doe Park           | NDC 616                    |
|        | Corriverton                     | Municipio (617)            |
|        | Rose Hall                       | Municipio (618)            |
|        | Nueva Ámsterdam                 | Municipio (619)            |
|        | Río Corentyne                   | Área no administrada (620) |
|        | Río Canje                       | Área no administrada (621) |
|        | Ribera oriental del río Berbice | Área no administrada (622) |

## Región administrativa 7 -Cuyuni-Mazaruni
Capital: Bartica
Comprende un consejo vecinal democrático, y ocho áreas no administradas.
| N.D.C. | Localidades                      | Observaciones              |
| ------ | -------------------------------- | -------------------------- |
| 1      | Bartica                          | NDC 701                    |
|        | Agatash                          | Área no administrada (702) |
|        | Karambaru - Río Kukui - Phillipi | Área no administrada (703) |
|        | Jawalla (Río Kubenang)           | Área no administrada (704) |
|        | Kamarang                         | Área no administrada (705) |
|        | Waramadan                        | Área no administrada (706) |
|        | Paruima                          | Área no administrada (707) |
|        | Arau                             | Área no administrada (708) |
|        | Resto de la región               | Área no administrada (709) |

## Región administrativa 8
Capital: Mahdia
Comprende nueve áreas no administradas.
| N.D.C. | Localidades                        | Observaciones              |
| ------ | ---------------------------------- | -------------------------- |
|        | Madhia- Río Kurubrong - Mona Falls | Área no administrada (801) |
|        | Monkey Mountain                    | Área no administrada (802) |
|        | Paramakatoi                        | Área no administrada (803) |
|        | Río Maripari                       | Área no administrada (804) |
|        | Kurukabaru                         | Área no administrada (805) |
|        | Kopanang- Waipa - Kenepai          | Área no administrada (806) |
|        | Río Chenapau                       | Área no administrada (807) |
|        | Kaibarupai                         | Área no administrada (808) |
|        | Resto de la región                 | Área no administrada (809) |

## Región administrativa 9
Capital: Lethem
Comprende un consejo vecinal democrático, y siete áreas no administradas.
| N.D.C. | Localidades                                | Observaciones              |
| ------ | ------------------------------------------ | -------------------------- |
| 1      | Ireng- Sawariwau                           | NDC 901                    |
|        | Yarong Paru- Good Hope                     | Área no administrada (902) |
|        | Toka- Jakaretinga                          | Área no administrada (903) |
|        | Yakarinta- Wowetta- Surama                 | Área no administrada (904) |
|        | Sand Creek- Dadanawa- Catunarib- Sawariwau | Área no administrada (905) |
|        | Marudi                                     | Área no administrada (906) |
|        | Aishalton - Karaudanawa- Achiwib           | Área no administrada (907) |
|        | Resto de la región                         | Área no administrada (908) |

## Región administrativa 10
Capital: Linden
Comprende un consejo vecinal democrático, un municipio y siete áreas no administradas.
| N.D.C. | Localidades                      | Observaciones               |
| ------ | -------------------------------- | --------------------------- |
| 1      | Kwakwani                         | NDC 1001                    |
|        | Linden                           | Municipio (1002)            |
|        | Coomaka Lands                    | Área no administrada (1003) |
|        | Ituni                            | Área no administrada (1004) |
|        | Mabura Hill                      | Área no administrada (1005) |
|        | Río Makouria                     | Área no administrada (1006) |
|        | Establecimientos del río Berbice | Área no administrada (1007) |
|        | Mora creek                       | Área no administrada (1008) |
|        | Resto de la región               | Área no administrada (1009) |